# اچ‌ام‌اس اورورا (۱۲)
اچ‌ام‌اس اورورا (۱۲) (به انگلیسی: HMS Aurora (12)) یک کشتی بود که طول آن ۵۰۶ فوت (۱۵۴ متر) بود. این کشتی در سال ۱۹۳۶ ساخته شد.